# ماذا قدم المسلمون للعالم (كتاب)
ماذا قدم المسلمون للعالم؟، كتاب لراغب السرجاني، ساق فيه مفردات السبق الحضاري الإسلامي التي كان نقطة تحول للعالم بأسره، وفاز الكتاب بالمركز الأول لجائزة المجلس الأعلى للشئون الإسلامية (وزارة الأوقاف - مصر) عام 1430= 2009م. 
والكتاب صادر عن مؤسسة اقرأ 2009م، ثم دار أقلام للنشر والتوزيع والترجمة، وترجم إلى الإنجليزية، والفرنسية، والبرتغالية، والإسبانية، والصينية، و(مقالات للروسية).

## فكرة الكتاب
يضم الكتاب موضوعًا من أهمِّ الموضوعات التي نحتاج إليها في زماننا هذا، بل وفي كل الأزمنة؛ فـالحضارة الإسلامية قد تَعَرَّضت للكثير من التشويه والتزييف، فاختلط الحقُّ بالباطل، بل بات المسلمون بعيدين عن أمجادهم التليدة، وتاريخهم المجيد.
فكان دور هذا الكتاب في تعريف العالم بإسهامات المسلمين في الحضارة الإنسانية، وكيف أفادوا العالم بالإنجازات والاختراعات والعلوم.
وأهم ما يميز الكتاب، أنه كتاب واقعي في تصوراته حيث يضع يد القارئ على العطاء العلمي والحضاري الذي أعطاه الإسلام للعالم، بأدلة لا يداخلها الشك، منذ بداية الكتاب.

## مختصر الكتاب
بدأ الكتاب بإطلالة لازمة على الحضارات العالمية السابقة: الهند - الإغريق - الفرس - الروم، تليها نظرة عامة على العالم قبل الإسلام، ثم يعرض أصول الحضارة الإسلامية وروافدها (الكتاب و السنة النبوية وحراك الشعوب الإسلامية)، وصولاً إلى بيان خصائص هذه الحضارة: الوحدانية - العالمية - التوازن والوسطية - الصبغة الأخلاقية.
ولذلك اهتم المؤلف برصد إسهام المسلمين في جانب القيم والأخلاق: حقوق الإنسان - المرأة - المرضى وذوي الاحتياجات الخاصة - اليتيم والأرملة والمسكين - الأقليات - حقوق الحيوان - البيئة، وفي مضمار الحريات: حرية العقيدة والتفكير والتملك.. ويبحر الباحث في بنية الأسرة المسلمة وتركيبة المجتمع القائمة على المؤاخاة والتكافل والعدل والتراحم.
ثم يطل على العلاقات بين الدولة الإسلامية والدول الأخرى وما قد يتبع ذلك من نشوب حروب -ليست الأصل في تلك العلاقات- فيبين أسبابها وأهدافها مع عرض شافٍ ووافٍ لأخلاقيات الحرب في الإسلام.
ويتوسع المؤلف في تناوله الحقل العلمي بدءًا من الرؤية المتميزة إلى العلم وانعدام أي خصومة بينه وبين الدين مع التركيز على المنهج التجريبي، ليصل إلى المؤسسات التعليمية من الكتاتيب إلى المساجد و المدارس ودور المكتبات التي ازدهرت في المدن والحواضر الإسلامية ازدهارًا أثار دهشة المؤرخين المنصفين حتى في العصر الحديث.
وفي تجلية إسهامات أمة الإسلام في علوم الحياة، يبدأ المؤلف بتطويرهم العلوم القائمة من قبل كـ الطب و الفيزياء و الهندسة و الجغرافيا و الفلك، ويُثَنِّي بعلوم ابتكروها مثل الكيمياء و الصيدلة و الجبر و الميكانيكا.
وفي الإنسانيات يسير الكتاب على النهج ذاته؛ فقد طوَّر المسلمون علوم التاريخ و الأدب و الفلسفة  وابتكروا علم الاجتماع وأضافوا علومًا خاصة بالشريعة وأخرى باللغة؛ لكنهم أحسنوا إلى بني آدم جميعًا بالتوحيد النقي، الذي قدموه بحسب ما جاء في كتاب الله تعالى وفي سنة نبيهم المصطفى صلى الله عليه وآله وصحبه وسلم.
في الباب السادس يتناول المؤلف المؤسسات والنظم في الحضارة الإسلامية، ابتداء من رأس الهرم: الخلافة والشروط الواجب توفرها في الخليفة، وكيفية اختياره، وماهية الشورى والبيعة، وعلاقة الحاكم بالأمة شرعيًّا ثم واقعيًّا مع تقديم نبذة عن الفتن السياسية من منظور حضاري شامل، ثم الوزارة و الدواوين (الرسائل - الجند والعطاء – الأوقاف - البريد) وبيت المال ونظام الحسبة و الشرطة و الجيش.
ثم يفرد للنظام القضائي فصلاً مستقلاًّ يستهله بمقتضيات العدل وابتكار وسائل تؤازر القاضي في تحقيق العدالة ومعايير اختيار القضاة وتحديد مهماتهم وظهور القضاء المتخصص والرقابة على القضاء دون خدش استقلاليته التي ترسخت بخضوع الخلفاء والأمراء و القادة العسكريين لأحكامها، ويختم هذا الفصل بلمحة موجزة عن نشأة ديوان المظالم وتخصصه الرائد.
وفي فصل آخر يعرِّج المؤلف على المؤسسة الصحية وتقدم المستشفيات في الحضارة الإسلامية وتفردها بإرساء العمق الإنساني في النظر إلى المرضى وطبيعة التعامل معهم.
أما الباب السابع فعنوانه: من مظاهر الجمال في الحضارة الإسلامية وفيه حديث عن الفنون: العمارة -الزخرفة - الخط العربي، ثم جماليات الصناعات والاختراعات العلمية وجماليات البيئة وخصائص الحدائق والنوافير، ثم يبحث في الجمال الظاهري الذي يشمل جمال الجسم والثياب والبيت والشارع، ثم في الجمال الأخلاقي والسلوكي: التبسم وطلاقة الوجه والكلمة الطيبة وسلامة الصدر وحب الناس وحسن الخلق.
وفي مجال الجمال المعنوي نطالع: جمال الأسماء والألقاب والعناوين، ويفصل في حديثه عن قرطبة باعتبارها نموذجًا للمدينة الإسلامية الرائعة.
وقد خصص المؤلف الباب الثامن -والأخير- لدراسة وتقويم أثر الحضارة الإسلامية في أوروبا ونهضتها عبر بوابات صقلية و الأندلس فـ الحروب الصليبية، حيث بدا ذلك التأثير قويًّا في ميادين الاعتقاد والتشريع والعلوم واللغة والأدب والتربية والمعاملات والفنون.
ويختم الباب شهادات مفصلة من غربيين منصفين في مجالات: العلوم - الأخلاق – الفكر.

## رسالة الكتاب
الحضارة الإسلامية ليست مجرد حلقة من حلقات التاريخ الإنساني وليست الإسهامات الإسلامية مجرد إضافات إلى حضارات الدنيا ولكن واقع الأمر أن الحضارة الإسلامية قدمت النموذج الحضاري الذي يجب أن يُحتذى من العالم أجمع، وأبرز ما في هذا النموذج أنه حقق التوازن العجيب بين علاقة الإنسان بربه، وعلاقته بالبشر من حوله، وكذلك علاقته بالبيئة التي يعيش فيها بكل ما تحتويه من كائنات وثروات.